# Премијер лига 2008/09.
Сезона 2008/09. Премијер лиге била је седамнаеста сезона Премијер лиге. Манчестер јунајтед је освојио седамнаесту титулу првака Енглеске, трећу узаступну и тако се изједначио са Ливерпулом по броју освојених титула првака Енглеске. Манчестер јунајтед се за титулу борио са до последњег кола са Ливерпулом и Челсијем. Сезона је почела 16. августа 2008. а завршила се 24. маја 2009.
Челси је завршио на трећем месту са освојена 83 бода. 4. место освојио је Арсенал и тиме су стекли право да наступе у квалификацијама за Лигу Шампиона. Тим који је највише разочарао је Њукасл јунајтед.
Борба за опстанак је била изузетно занимљива и неизвесна до последњег судијског звиждука. И на крају су из лиге испали Њукасл јунајтед, Мидлсбро и Вест Бромвич албион.

## Завршна табела лиге
Завршна табела Премијер Лиге за сезону 2008/09.
| Поз | Клуб                | Оди | Поб | Нер | Изг | ДГ | ПГ | +/- | Бод | Коментари                      |
| --- | ------------------- | --- | --- | --- | --- | -- | -- | --- | --- | ------------------------------ |
| 1   | Манчестер јунајтед  | 38  | 28  | 6   | 4   | 68 | 24 | +44 | 90  | Лига шампиона 2009/10.         |
| 2   | Ливерпул            | 38  | 25  | 11  | 2   | 77 | 27 | +50 | 86  | Лига шампиона 2009/10.         |
| 3   | Челси               | 38  | 25  | 8   | 5   | 68 | 24 | +44 | 83  | Лига шампиона 2009/10.         |
| 4   | Арсенал             | 38  | 20  | 12  | 6   | 68 | 37 | +31 | 72  | Квалификације за Лигу шампиона |
| 5   | Евертон             | 38  | 17  | 12  | 9   | 55 | 37 | +18 | 63  | УЕФА Лига Европе 2009/10.      |
| 6   | Астон Вила          | 38  | 17  | 11  | 10  | 54 | 48 | +6  | 62  | УЕФА Лига Европе 2009/10.      |
| 7   | Фулам               | 38  | 14  | 11  | 13  | 39 | 34 | +5  | 53  | УЕФА Лига Европе 2009/10.      |
| 8   | Тотенхем Хотспур    | 38  | 14  | 9   | 15  | 45 | 45 | 0   | 51  |                                |
| 9   | Вест Хем јунајтед   | 38  | 14  | 9   | 15  | 42 | 45 | -3  | 51  |                                |
| 10  | Манчестер Сити      | 38  | 15  | 5   | 18  | 58 | 50 | +8  | 50  |                                |
| 11  | Виган Атлетик       | 38  | 12  | 9   | 17  | 34 | 45 | -11 | 45  |                                |
| 12  | Стоук сити          | 38  | 12  | 9   | 17  | 38 | 55 | -17 | 45  |                                |
| 13  | Болтон Вондерерс    | 38  | 11  | 8   | 19  | 41 | 53 | -12 | 41  |                                |
| 14  | Портсмут            | 38  | 10  | 11  | 17  | 38 | 57 | -19 | 41  |                                |
| 15  | Блекберн Роверс     | 38  | 10  | 11  | 17  | 40 | 60 | -20 | 41  |                                |
| 16  | Сандерланд          | 38  | 9   | 9   | 20  | 34 | 54 | -20 | 36  |                                |
| 17  | Хал сити            | 38  | 8   | 11  | 19  | 39 | 64 | -25 | 35  |                                |
| 18  | Њукасл јунајтед     | 38  | 7   | 13  | 18  | 40 | 59 | -19 | 34  | Испали из лиге                 |
| 19  | Мидлсбро            | 38  | 7   | 11  | 20  | 28 | 57 | -29 | 32  | Испали из лиге                 |
| 20  | Вест Бромвич албион | 38  | 8   | 8   | 22  | 36 | 67 | -31 | 32  | Испали из лиге                 |

Оди = Одиграни мечеви; Поб = Побеђени мечеви; Нер = Нерешени мећеви; Пор = Изгибљени мечеви; ДГ = Дати голови; ПГ = Примљени голови; +/- = Гол-разлика; Бод = Бодови
| Победник Премијер лиге за сезону 2008/09. |
| Манчестер јунајтед 18-а титула            |

## Статистика у сезони
| Укупно голова:           | 942  |
| Просечно голова по мечу: | 2.48 |

### Најбољи стрелци
|    | Стрелац             | Голова | Клуб               |
| -- | ------------------- | ------ | ------------------ |
| 1. | Николас Анелка      | 19     | Челси              |
| 2. | Кристијано Роналдо  | 18     | Манчестер јунајтед |
| 3. | Стивен Џерард       | 16     | Ливерпул           |
| 4. | Робињо              | 14     | Манчестер Сити     |
| 4. | Фернандо Торес      | 14     | Ливерпул           |
| 6. | Габријел Агбонлахор | 12     | Астон Вила         |
| 6. | Дарен Бент          | 12     | Тотенхем хотспур   |
| 6. | Кевин Дејвис        | 12     | Болтон вондерерс   |
| 6. | Дирк Кујт           | 12     | Ливерпул           |
| 6. | Френк Лампард       | 12     | Челси              |
| 6. | Вејн Руни           | 12     | Манчестер јунајтед |

## Месечне награде
| Месец           | Менаџер Месеца                      | Играч Месеца                      |
| --------------- | ----------------------------------- | --------------------------------- |
| Август 2008.    | Гарет Саутгејт (Мидлсбро)           | Деко (Челси)                      |
| Септембар 2008. | Фил Браун (Хал сити)                | Ешли Јанг (Астон Вила)            |
| Октобар 2008.   | Рафаел Бенитез (Ливерпул)           | Френк Лампард (Челси)             |
| Новембар 2008.  | Гери Мексон (Болтон вондерерс)      | Николас Анелка (Челси)            |
| Децембар 2009.  | Мартин О`Нил (Астон Вила)           | Ешли Јанг (Астон Вила)            |
| Јануар 2009.    | Алекс Фергусон (Манчестер јунајтед) | Немања Видић (Манчестер јунајтед) |
| Фебруар 2009.   | Дејвид Мојз (Евертон)               | Фил Јагјелка (Евертон)            |
| Март 2009.      | Рафаел Бенитез (Ливерпул)           | Стивен Џерард (Ливерпул)          |
| Април 2008.     | Алекс Фергусон (Манчестер јунајтед) | Андреј Аршавин (Арсенал)          |

## Појединачне награде

### Најбољи фудбалер године
Фудбалер године за сезону 2008-09 је Рајан Гигс из Манчестер Јунајтеда.
Листа номинованих за ову награду, поређаних по азбучном реду, је:
- Рио Фердинанд (Манчестер јунајтед)
- Кристијано Роналдо (Манчестер јунајтед)
- Немања Видић (Манчестер јунајтед)
- Рајан Гигс (Манчестер јунајтед)
- Едвин ван дер Сар (Манчестер јунајтед)
- Стивен Џерард (Ливерпул)

### Најбољи млади фудбалер године
Најбољи млади фудбалер године  за сезону 2008/09 је Ешли Јанг из Астон Виле
Листа номинованих за ову награду, поређаних по азбучном реду, је:
- Габријел Агбонлахор (Астон Вила)
- Ешли Јанг (Астон Вила)
- Џони Еванс (Манчестер јунајтед)
- Стафан Ајрланд (Манчестер Сити)
- Арон Ленон (Тотенхем хотспур)
- Рафаел да Силва (Манчестер јунајтед)

### Тим године
Голман: Едвин ван дер Сар (Манчестер јунајтед)

Одбрана: Глен Џонсон (Портсмут), Патрис Евра (Манчестер јунајтед), Рио Фердинанд (Манчестер Јунајтед), Немања Видић (Манчестер Јунајтед)

Средина: Стивен Џерард (Ливерпул), Кристијано Роналдо (Манчестер јунајтед), Рајан Гигс (Манчестер Јунајтед), Ешли Јанг (Астон Вила)

Напад: Николас Анелка (Челси), Фернандо Торес (Ливерпул)